# Игор Радојичић
Игор Радојичић (Бања Лука, 13. септембар 1966) српски је политичар. Предсједник је Независног покрета "Својим путем". Радојичић је био потпредсједник Савеза независних социјалдемократа (СНСД), предсједник Народне скупштине Републике Српске и градоначелник Бање Луке. По занимању је магистар електротехнике, а тренутно је запослен на Електротехничком факултету у Бањој Луци и групацији Planetsoft на позицији за стратешки развој, нова тржишта и нове производе те унутрашњу координацију.

## Биографија
Завршио је средњу Електротехничку школу у Бањој Луци као најбољи ученик генерације. Дипломирао је 1991. године на Електротехничком факултету такође у Бањој Луци, као најбољи студент генерације. Постдипломске студије слушао је и полагао на Електротехничком факултету у Београду, а магистарску тезу одбранио 2001. године на Електротехничком факултету у Бањој Луци. Објавио је значајан број научних радова у матичној области. Био је асистент на Електротехничком факултету у Бањој Луци на предмету Системи аутоматског управљања.
Крајем '80−их година, Радојичић је био члан Председништва Савеза социјалистичке омладине СР БиХ, а затим и генерални секретар Савеза независних социјалдемократа у Републици Српској. Од 2013. до 2020. обављао је функцију предсједника Градског одбора Савеза независних социјалдемократа у Бањој Луци.
Као аутор и коаутор објавио је једну књигу и 14 научних радова из области аутоматике, биомедицине, обраде сигнала и теорије хаоса, на међународним конференцијама у Србији, Црној Гори, Хрватској, Италији, Аустрији, Холандији и Чешкој Републици.
У Народној скупштини Републике Српске обављао је дужности шефа и замјеника шефа клуба посланика и предсједника Одбора за међународне односе. Од фебруара 2006. године до новембра 2014. године обављао је дужност предсједника Народне скупштине Републике Српске.
Учесник је Одбрамбено-отаџбинског рата од 1991. до 1995. Носилац је Медаље за војне заслуге из протеклог Отаџбинског рата, руске Медаље Петра Великог и Ордена светог Саве 1. реда којим га је одликовао Синод Српске православне цркве.
Ожењен је и отац двоје дјеце. Говори енглески и француски језик.

## Политика
Први пут је изабран за предсједника Народне скупштине РС у марту 2006. године, а поново му је повјерена ова функција након избора 2006. године. Након смрти предсједника РС Милана Јелића, Народна скупштина је донијела одлуку да Радојичић врши неодложне послове предсједника Републике Српске, а клуб Бошњака у Вијећу народа је уложио вето на ову одлуку. Уставни суд РС је тек непосредно пред ванредне предсједничке изборе донио одлуку да Радојичић може вршити неодложне послове предсједника РС. Због политичких неслагања и спорости Уставног суда одлука којом би Радојичић постао в. д. предсједника РС фактички никада није ступила на снагу.

## Награде
- Орден Светог Саве I реда
- Медаља Петра Великог
- Медаље за војне заслуге Републике Српске
- Личност 2017. године у избору Независних новина